# Humedal de Córdoba
Humedal de Córdoba är en våtmark i Colombia.   Den ligger i kommunen Bogotá  D.C. och departementet Bogotá, i den centrala delen av landet.